# برنژان
شهر برنژان یا برینگن (به فرانسوی: Beringen) در شهرستان اسلت در استان لمبورگ در منطقه فلاندری در کشور بلژیک واقع شده‌است.